# (36913) 2000 SR188
2000 SR188 (asteroide 36913) é um asteroide da cintura principal. Possui uma excentricidade de 0.09146070 e uma inclinação de 3.55446º.
Este asteroide foi descoberto no dia 21 de setembro de 2000 por NEAT em Haleakala.